# Анцане, Банюта
Банюта Анцане (в советский период Банюта Яновна Анцане; латыш. Baņuta Ancāne; 8 ноября 1941, Карсава, Рейхскомиссариат Остланд — 24 апреля 2024, Латвия) — советский и латвийский художник, график, иллюстратор.

## Биография
Банюта Анцане родилась 8 ноября 1941 года в Карсаве в семье агронома и депутата Народного сейма Яниса Анцана и Валентины Анцане. Муж Владислав Гришин — художник-график, дочь Анна Анцане — историк искусства. Банюта Анцане была узницей концентрационного лагеря Саласпилс, куда вместе с матерью попала в августе 1943 году. В тот же лагерь были отправлены ее бабушка и дедушка со стороны отца, а также два его брата и сестра.
В 1967 году окончила графический факультет Латвийской Государственной академии художеств с дипломной работой на тему «Портреты актеров» (Карлис Себрис, Расма Гарне, Антра Лиедскалныня, Лео Шмитс) в технике офорта. С 1969 года член Союза художников СССР, затем Союза художников Латвии.

## Творчество
С 1968 года принимала участие в выставках. Работала в станковой, книжной графике и в жанрах портрета, пейзажа, сюжетно-тематической композиции, в техниках эстампа, акварели, туши, карандашного рисунка.
Банюта Анцане иллюстрировала произведения Саади, Ивана Тургенева, Анны Саксе и других. Критики отмечают иллюстрации художницы к сонетам Шекспира, созданные в смешанной технике с применением акварели, акварельных мелков, туши и карандаша.

## Критика
Марис Чачка считает, что «ее имя, выдающегося портретиста и натюрмортиста, золотыми буквами вписываем в период расцвета латвийской графики. Художница не останавливается: идя в ногу со временем, она продолжает свою графическую мысль в пастели, акварели, при этом сохраняя свою твердую позицию в изображении образов и композиционных полей и находясь в гармонии с тем, что изображено».